# 碧蹄館之戰
碧蹄館之戰，是万历朝鲜之役當中的一次戰役。係於萬曆二十一年正月廿六（1593年2月27日），在國都西北的碧蹄館（位於現在京畿道高陽市德陽區碧蹄洞一帶）週邊，由日本方面的宇喜多秀家、小早川隆景、立花宗茂與李如松、查大受、高彥伯率領的明朝及朝鮮聯軍對陣。

## 經過

### 雙方的偵查行動
平壤之戰後，由李如松率領的明軍欲乘勝追擊日軍，遣副總兵查大受與朝鮮將領高彥伯，偵查開城至王京之間的道路。正月廿五，偵查部隊先鋒在碧蹄館（位於首爾西北部的京畿道高陽市德陽區的碧蹄洞 ）南方礪石嶺遭遇日軍前野長康、加藤光泰率領偵察隊百餘人，雙方交戰互有傷亡。日方在損失約60騎後敗退，查大受則退往碧蹄館。

### 前哨戰
正月廿五日（2月26日），提督李如松得報後，以為日軍如當地土民所說，已棄京城而退。遂率領本部兵馬3,000人從開城疾馳引援。
廿六日（2月27日）丑時，日軍先鋒隊的立花宗茂，領3,000名軍兵率先占領礪石嶺，派出森下釣雲、十時惟由於礪石嶺附近偵查到明軍查大受所部，小放數發鐵砲後回報本隊。清晨7時許，立花軍於樹林中隱藏部隊，僅立出少數軍旗，以此“示弱”戰術引誘查大受3000鐵騎來攻，立花軍先鋒隊的十時惟道領500兵力，率內田統續、安田國繼等將投槍、拔刀奮勇突擊至北邊的望客硯，卻遭後援到來的明、朝鮮軍約3,000輕騎的包圍，此時惟道率隊反轉回軍突擊欲接應立花軍第二陣，在被李如梅所射之矢擊中下仍苦力支撐，由擔任旗奉行的副將池邊永晟代領部隊，直到好不容易越過遼東鐵騎火器攻擊下的小野鎮幸、米多比鎮久所率領的第二陣800人前來接應，此時第二陣的戶次統直騎馬射箭連續射殺數十名明軍。而惟道則於隔日28日傷重身亡。
隨後，立花宗茂與其弟高橋統增率本隊2,000從左方奇襲明軍右翼，查大受退往北邊的碧蹄館。宗茂率親兵800追擊，此時池邊永晟奮戰戰死。查大受則接應了馳援而來的李如松。此前哨戰歷經5小時，立花軍轉往越川峠北方右側休息，於望客硯接應小早川隆景等日軍大部隊後，再往碧蹄館西南邊的小丸山佈陣休息。

### 碧蹄館之戰
李如松得知先鋒已經交戰，迅速轉為鶴翼之陣，在望客硯迎接查大受軍勢後於碧蹄館重整軍陣。此時已近中午時分，由小早川隆景、毛利元康、小早川秀包、吉川廣家等率領的20,000名日軍先鋒突然出現，並佔領望客硯，後面還有由宇喜多秀家、黑田長政率領的日軍本隊20,000兵正在進軍。
由於碧蹄館地形狹隘，又多泥濘水田，不利騎兵行動。於是李如松且戰且退，退往北方高陽市的出口惠陰嶺，並急忙傳令中軍主力急速進兵。雖然明軍先鋒在開戰初期成功擊退了小早川隆景的左翼粟屋景雄所率3,000人，但隆景右翼先鋒井上景貞3,000兵卻反包夾了明軍先鋒，並以清水景治率鐵砲隊進行射擊。
於此同時，立花宗茂領3000兵從日軍左翼移動至明軍右側山上隱兵埋伏伺機出戰，先命部將立花成家率鐵砲隊速射三回後，以「示強之計」突然立出多數軍旗並擊鳴戰鼓，全軍舉起長槍拔刀反射日光令敵兵敝目，一舉斬入突擊進至明軍本陣處，此時宗茂揮刀甚急連斬15人。立花軍中其中一位金甲武將安東常久與李如松單挑時，被李如梅射殺，同時明軍左翼也遭到毛利元康、小早川秀包、筑紫廣門的突擊，正面則被小早川隆景壓制，明軍頓時陷入了被圍之勢。李如柏、李寧、查大受、張世爵、方時輝、王問等明將皆親自提刀奮戰。其中，明將李有聲為護衛落馬的李如松而遭到隆景部將井上景貞擊殺，如松的親衛隊也戰死80餘人。而立花軍中有從小西行長處作為使者前來助戰的宇佐美民部奮戰取得兩個首級，立花家臣小野久八郎、小串成重、小野成幸等皆奮鬥斬敵數名於亂戰中戰死，小早川秀包麾下也有八名家臣先後陣亡。
不久小早川隆景派出吉川廣家、安國寺惠瓊、宇喜多秀家（實則為其重臣戶川達安、國富貞次、花房職秀所率）、黑田長政率部對明軍進行包圍，各軍麾下家將亦各別取得數十個首級，戰死幾位家臣。兩軍從午後開戰已逾6個小時。至黃昏時分，明軍終於等到左協大將副總兵楊元率1000援軍到來。楊元奮勇衝破日軍包圍，搶佔李如松右方陣地，並和李寧的砲營共同發砲轟擊日軍，援護明軍撤退。立花宗茂、宇喜多秀家派出部隊猛烈追擊至惠陰嶺，立花一族之戶次鎮林在追擊時奮勇戰死。而小早川隆景則擔憂明軍撤退會設伏，勸追擊的日軍開始退兵。

### 戰後結果
據日本參予此戰的立花家族相關文書記載，此戰立花家臣侍大將十時惟道，一族之旗本武士戶次鎮林、旗奉行池邊永晟、金甲隊先鋒隊長小野成幸及安東常久、與力眾小串成重及小野久八郎戰死。立花由來記則載高橋統增麾下今村喜兵衛、井上平次、帆足左平、梁瀨新介於此戰戰死。
小早川秀包相關自家文書也記載，包含家老橫山景義，下級武士如桂五左衛門、內海鬼之丞、伽羅間彌兵衛、手島狼之助、湯淺新右衛門、吉田太左衛門、波羅間鄉左衛門等武將皆在此役戰死。吉川廣家亦有部屬綿貫藤次郎遭射殺。

## 雙方軍隊編成
| 明朝方面 | 日本方面 |
| --- | --- |
| 明軍 - 大將李如松、李如梅、李如柏、張世爵：約3,000人 - 先鋒查大受、李寧、高彦伯的中朝军：3,000人(不含朝鮮軍的兵數，朝鮮軍兵力不明) - 援軍楊元：1,000人 | 先鋒隊 - 大將小早川隆景 - 一番隊立花宗茂、高橋統增：3,000人 - 二番隊小早川隆景：8,000人 - 三番隊毛利元康、小早川秀包、筑紫廣門：5,000人 - 四番隊吉川廣家：4,000人 本隊 - 大將宇喜多秀家 - 五番隊黑田長政：5,000人 - 六番隊石田三成：5,000人 - 七番隊加藤光泰：3,000人 - 八番隊宇喜多秀家：8,000人 - 漢城守備隊小西行長、大友吉統：14,000人(無參戰) |

## 脚注
1. ↑  『明史/卷238/子 如松』"及碧蹄敗衄" （页面存档备份，存于）
2. ↑  .   [2022-02-06]. （原始内容存档于2023-04-18）.
3. 1 2 3  .   [2021-09-29]. （原始内容存档于2023-05-29）.
4. ↑  馬伯庸、汗青著．《帝國最後的榮耀：1592年的一場東亞關鍵戰役》，台北市：天下文化，2013年，p316~p317。
5. ↑  参謀本部編　『日本戦史・朝鮮役（本編・附記）』NDLJP: 936355/132
6. 1 2  朝鮮王朝実録 （页面存档备份，存于） "上曰: "天兵之死者, 其數幾何?" 德馨曰: "與賊, 死傷相當, 幾至五六百矣。"
7. 1 2  朝鮮王朝実録 1593年2月5日 （页面存档备份，存于） 斬倭僅一百二十餘, 天兵死傷一千五百
8. ↑  『柳川市史』史料編Ｖ近世文書（前編）61 立花文書 四八六 安国寺恵瓊書状　高主(高橋主膳正統増)へ茂同前ニ申入候、御傳達所希候、已上、 去廿六日大明人罷出候処ニ、先手御請取候て被振御手柄、数千人被討取由、京都御三人衆隆景注進状にて承知、誠雖不珍候御手柄之儀候、弥以道各可申傳候、弥隆景被仰談可被懸御手柄候、尚吉事追々可承候、取紛漸一筆申入候、恐惶謹言、 二月二日 、柳川侍従様 人々御中 安國寺恵瓊 P.580。
9. ↑  馬伯庸、汗青著．《帝國最後的榮耀：1592年的一場東亞關鍵戰役》，台北市：天下文化，2013年，p317。
10. ↑  據《日本戰史·朝鮮役》 （页面存档备份，存于）當中敘述李如松將南兵置於開城守備，25日黎明時分以李寧、孫守廉、祖承訓兩萬兵力為先鋒從開城出發，經臨津江架葛網橋通過後抵達坡州。
11. ↑  .   [2015-09-23]. （原始内容存档于2015-09-25）.
12. ↑  『柳川藩叢書』 第一集〔九五〕人物略傳小傳(十九)森下釣雲小傳 P.250~252頁
13. ↑  『柳川藩叢書』 第一集〔九五〕人物略傳小傳(二)十時連久小傳 P.231~233頁
14. ↑  『柳川藩叢書』 第一集〔九五〕人物略傳小傳(三)内田統続小傳 P.233～234頁
15. ↑  討取森蘭丸並擊傷織田信長之「明智三羽烏」之一，此時改名為天野源右衛門貞成 『柳川藩叢書』 第一集〔九五〕人物略傳小傳(五)天野源右衛門小傳 P.235~236頁
16. ↑  『柳川史話』第二卷 人物篇（其の二）八八 十時傳右衛門について P.181
17. ↑  『柳川藩叢書』 第一集〔九五〕人物略傳小傳(四)池邊永晟小傳 P.234~235頁
18. ↑  『柳川藩叢書』 第一集〔九五〕人物略傳小傳(六)小野鎮幸小傳 P.237~238頁
19. ↑  『柳川藩叢書』 第一集〔九五〕人物略傳小傳(七)米多比鎮久小傳 P.238~240頁
20. ↑  『柳川藩叢書』 第一集〔九五〕人物略傳小傳(八)戸次統直小傳 P.240~241頁
21. ↑  .   [2022-07-19]. （原始内容存档于2022-07-19）.
22. ↑  .   [2015-09-23]. （原始内容存档于2015-09-25）.
23. ↑  『毛利家記』記載「十時傳右衛門惟道為數度立下勇功之士。領頭率先接戰，最終遭受大軍壓制包圍，與其他有功之士７３人成對戰死，亦有數十人負傷。斬獲敵兵６百餘」
24. ↑  據《筑後國史》撐到2月5日才死去『筑後国史』(十時氏系図) （页面存档备份，存于）
25. ↑  『柳川藩叢書』 第一集〔九五〕人物略傳小傳(一)高橋統増小傳 P.229～231頁
26. ↑  朝鮮『宣祖實錄』記載「往望客峴前進遭到襲擊不能克敵。等待先鋒參將李寧來援」，顯示明軍此時戰敗。
27. ↑  『日本戦史・朝鮮役』(補伝 第六十六小早川隆景の決心)
28. ↑  参謀本部編『日本戦史・朝鮮役（本編・附記）』[NDLJP: 936355/131]
29. ↑  .   [2022-08-17]. （原始内容存档于2022-08-17）.
30. ↑  .   [2022-08-17]. （原始内容存档于2022-08-17）.
31. ↑  .   [2022-08-17]. （原始内容存档于2022-08-17）.
32. ↑  『柳川藩叢書』第一集  補遺（九一）敵を背にして陣す 219~220頁
33. ↑  『柳川藩叢書』 第一集〔九五〕人物略傳小傳(九)立花成家小傳 P.241~242頁
34. ↑  『柳川藩叢書』第一集  補遺（八五）三本品柄 215頁
35. ↑  .   [2022-08-17]. （原始内容存档于2022-08-18）.
36. ↑  『柳川藩叢書』第一集  補遺（五六）立花の笠験とは金甲也 177~178頁
37. ↑  『柳川藩叢書』 第一集〔九五〕人物略傳小傳(十二)安東常久小傳 P.245頁
38. ↑  根據部分史料，當時金甲武將可能被誤認為井上景貞，但他在此役後仍生還。並於之後小早川秀秋為家督時代時回仕毛利家，後出奔
39. ↑  .   [2022-08-17]. （原始内容存档于2022-08-17）.
40. ↑  .   [2022-08-17]. （原始内容存档于2022-08-17）.
41. ↑  .   [2022-08-17]. （原始内容存档于2022-08-17）.
42. ↑  『柳川藩叢書』 第一集〔九五〕人物略傳小傳(十五)小野久八郎小傳 P.248頁
43. ↑  『柳川藩叢書』 第一集〔九五〕人物略傳小傳(十四)小串成重小傳 P.247頁
44. ↑  『柳川藩叢書』 第一集〔九五〕人物略傳小傳(十三)小野成幸小傳 P.246~247頁
45. ↑  .   [2022-08-17]. （原始内容存档于2022-08-17）.
46. ↑  .   [2022-08-17]. （原始内容存档于2022-08-17）.
47. ↑  .   [2022-08-17]. （原始内容存档于2022-08-17）.
48. ↑  《中国军事通史》第15卷第787页
49. ↑  『柳川藩叢書』 第一集〔九五〕人物略傳小傳(十一)戸次鎮林小傳 P.244~245頁
50. ↑  此為通說的軍役兵數。以朝鮮派兵之前立花家的實際石高９万８８７石來換算，其軍役實為2,500人。並且當時出陣的諸大名幾乎普遍沒能湊滿規定的軍役數便出兵（依據『柳川藩叢書』第一集 補遺（五）「従軍者鳥取次郎兵衛尉の手記覚書」的記述，文祿之役最初渡海之際，立花宗茂所率人數為1500），因此推測立花軍的參戰兵數別說3,000，可能連2,500都不到。中野等 『立花宗茂』P.64~66。中野等、穴井綾香『柳川の歴史4・近世大名立花家』P.117~118。